# Vadim Crîcimari
Vadim Crîcimari (n. 22 august 1988, Chișinău, RSS Moldovenească, URSS) este un fotbalist moldovean și rus liber de contract, care joacă pe post de atacant.

## Statistici de club
- Meciuri și goluri în campionatul Moldovei: 72 meciuri - 16 goluri

## Palmares
Rapid Ghidighici
- Cupa Moldovei

Finalist (1): 2011-12